# 弥勒 (僧)
弥勒（みろく、梵: Maitreya [マイトレーヤ]、）、またはマイトレーヤナータ（梵: Maitreyanātha、生没年未詳）は、インドの僧。大乗仏教の学派のひとつ瑜伽行唯識学派の開祖とされる人物。未来仏として信仰される弥勒菩薩と同じ存在として扱われてきたが、仏教学者の宇井伯寿が1929年に『Maitreya as an Historical Personage』において歴史的人物として扱う見方を提示した。

## 著作

### 弥勒の五法

#### 中国の伝承
1. 「瑜伽師地論」[1][2]
2. 「分別瑜伽論」[1][2]
3. 「大乗荘厳経論頌」[1][2]
4. 「弁中辺論頌」[1][2]
5. 「金剛般若波羅蜜経論頌」[1][2]

#### チベットの伝承
1. 「大乗荘厳経論頌」[1][2]
2. 「弁中辺論頌」[1][2]
3. 「法法性弁別論頌」[1][2]
4. 「現観荘厳論頌」[1][2]
5. 「究竟一乗宝性論頌」[1][2]

ただし、「瑜伽師地論」と「究竟一乗宝性論頌」を著述したかについては強く疑問視されている。